# Макке, Гельмут
Ге́льмут Ма́кке (нем. Helmuth Macke; 28 июля 1891, Крефельд — 8 сентября 1936, Гайенхофен) — немецкий художник, представитель такого течения в живописи, как рейнский экспрессионизм. В его работах прослеживаются также влияние таких художественных направлений, как конструктивизм и абстракционизм.

## Биография
Гельмут Макке был двоюродным братом выдающегося немецкого живописца Августа Макке, павшего во время Первой мировой войны. В 1906—1909 годах Гельмут учился в крефельдской Школе прикладного искусства под руководством голландского художника Яна Торна Приккера, вместе с такими впоследствии известными мастерами, как Генрих Кампендонк и Вальтер Гискес. С ними обоими он с 1908 года снял рабочую мастерскую. В 1909 году Макке на озере Тегерн познакомился с художником-анималистом Францем Марком. Марк, молодой живописец, состоял в мюнхенском «Новом объединении художников» и в 1910 году предоставил в его распоряжение для работы свою летнюю дачу в Зоммельсдорфе. В 1910—1911 годах Гельмут Макке сблизился с группой «Синий всадник», а в 1912 году в Берлине при посредничестве Эриха Хеккеля познакомился с художниками группы «Мост». Во время проведения в 1913 году в Берлине Первого немецкого Осеннего салона Гельмут Макке на нём представил две свои картины: «Купальщица» и «Сад любви».
В 1925—1933 годах художник проживал в Крефельде и Бонне и поддерживал тёплые отношения с Генрихом Кампендонком и Вильгельмом Вигером. В Крефельде Гельмут создал для промышленника Карла Грёппеля «Синюю комнату», обнаруженную после десятилетий забвения в 2012 году и ныне, после реставрации, украшающую крефельдскую виллу Гёке. В 1929 году художник был удостоен Римской премии от Немецкой академии Вилла Массимо. Во время своего пребывания в Риме Гельмут Макке поддерживал дружеские отношения с Карлом Шмидт-Ротлуфом, Георгом Шримпфом и Генрихом Эмзеном. С 1933 года художник жил в местечке Хемменхофен (ныне часть Гайенхофена) на Боденском озере, где утонул 8 сентября 1936 года.

## Галерея

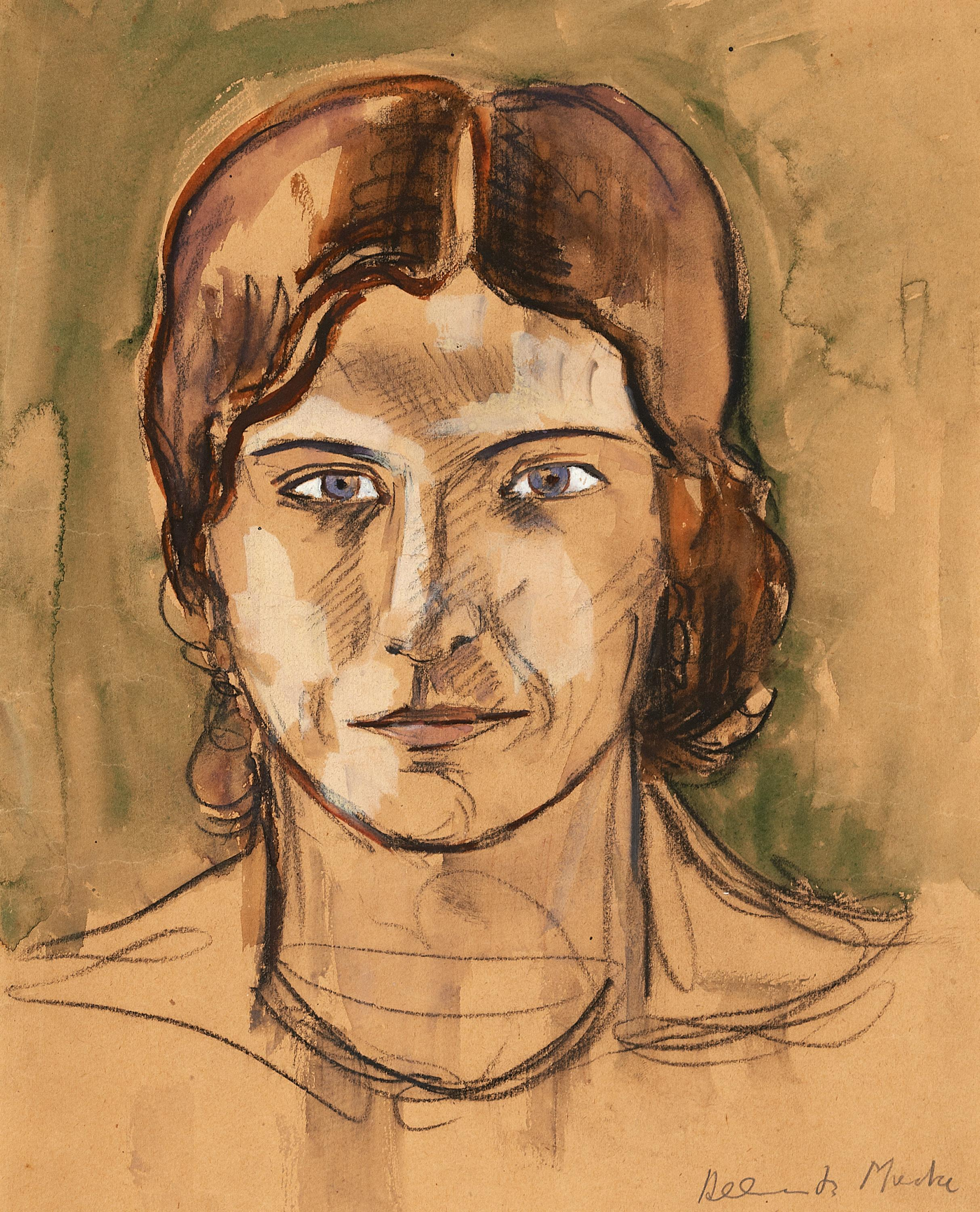
Портрет актрисы Евы Ерндорф
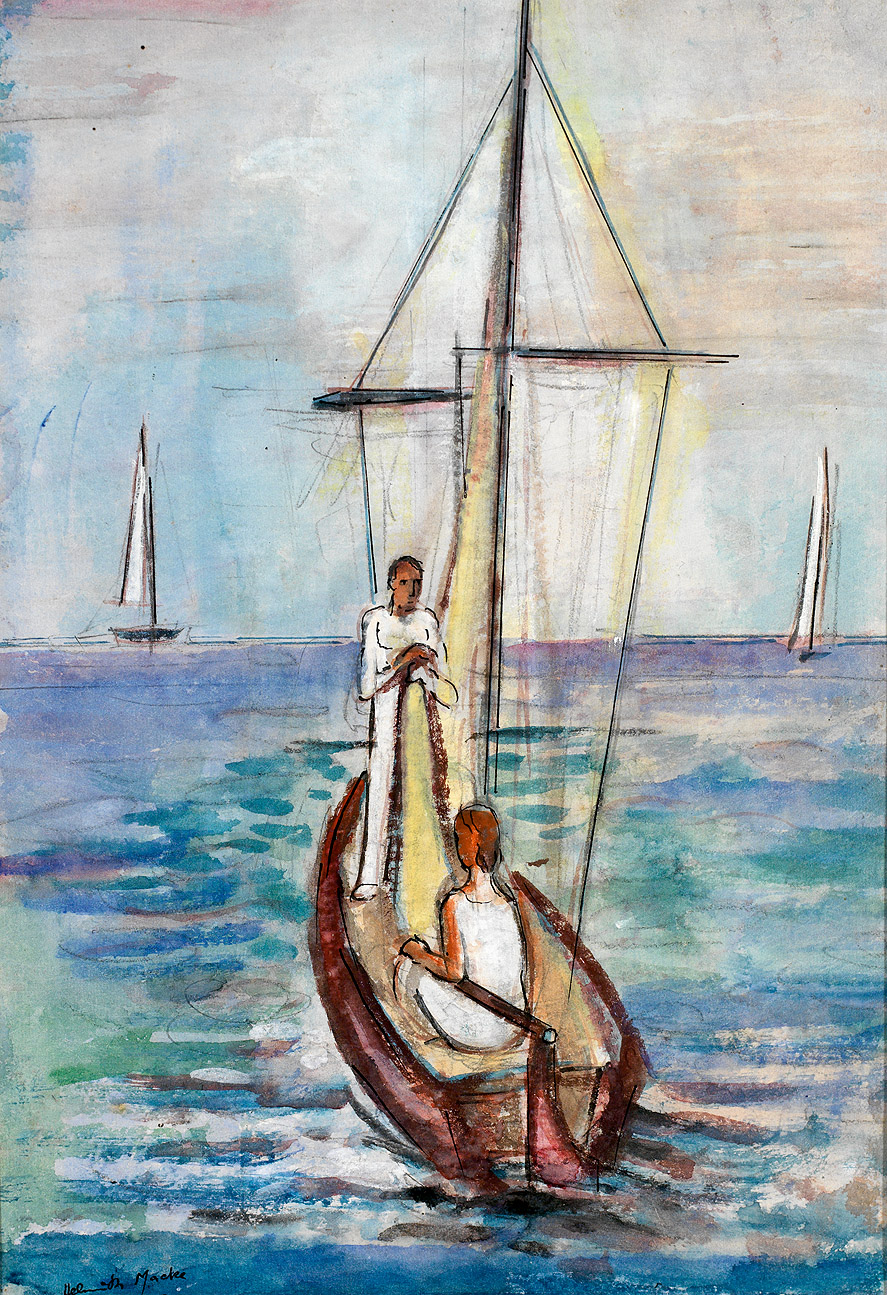
Парусник на Боденском озере (1934)
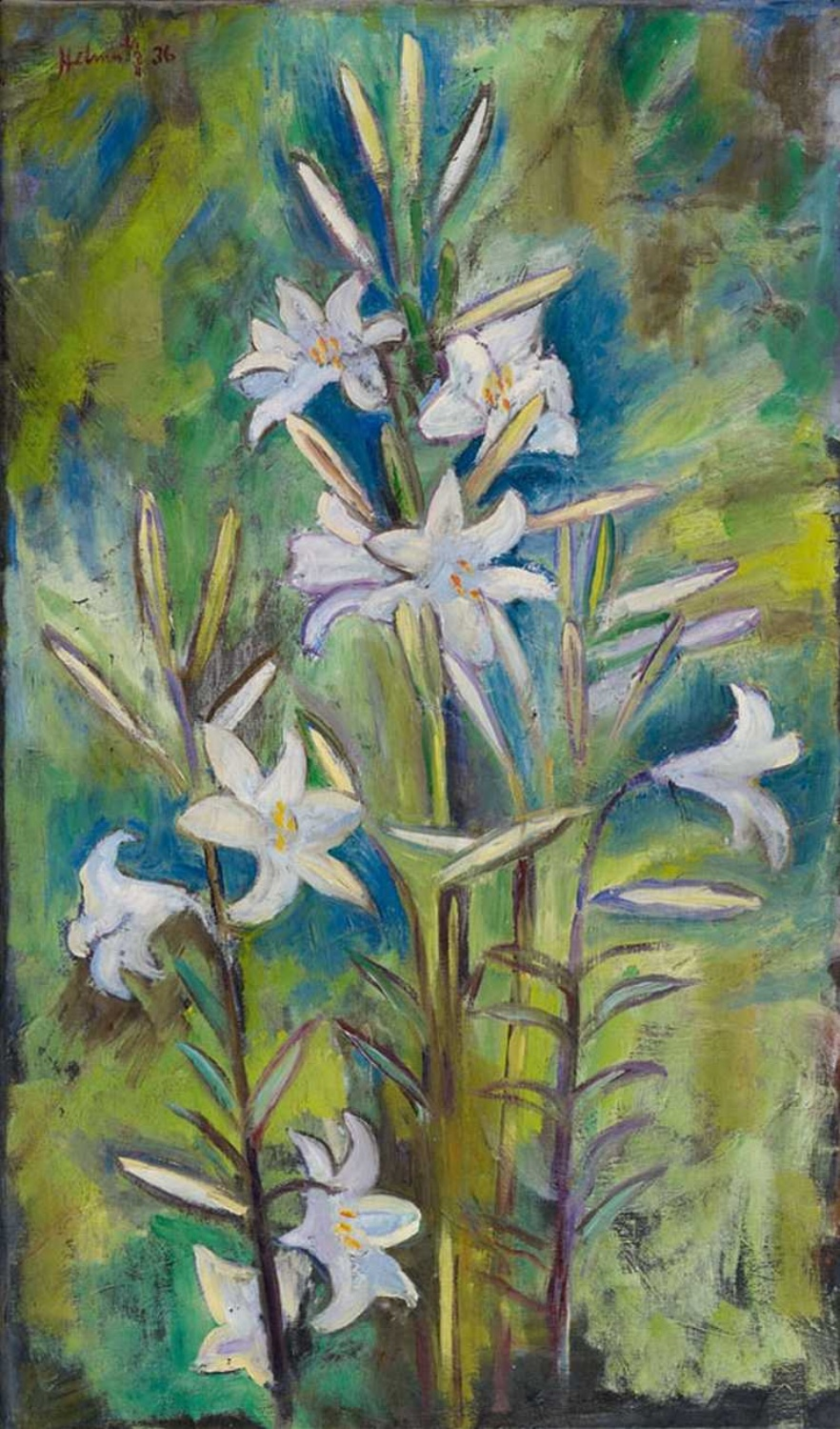
Белые лилии (1936)